# 어맨다 드 카데네
어맨다 드 카데네(영어: Amanda de Cadenet, 1972년 2월 29일 ~ )는 미국 로스앤젤레스에 거주하는 영국의 사진가, 배우, 미디어 인사이다.